# محمد کامارا (بازیکن فوتبال، زاده ۱۹۸۷)
محمد کامارا (انگلیسی: Mohamed Camara؛ زادهٔ ۲۷ اکتبر ۱۹۸۷) بازیکن فوتبال اهل مالی است.
وی همچنین در تیم ملی فوتبال مالی بازی کرده است.